# People (canción de Barbra Streisand)
«People» es una canción con melodía de Jule Styne y letra de Bob Merrill compuesta para el musical de Broadway Funny Girl (1964) protagonizado por Barbra Streisand. La canción fue lanzada como single en 1964 junto a la canción "I am woman", una versión en solitario de la canción "You are woman, I am Man", también del musical Funny Girl.
La canción ha sido versionada por artistas como Andy Williams, Ella Fitzgerald, Jennifer Lopez, Dionne Warwick, Jack Jones, Aretha Franklin o The Supremes. A pesar de ello, es considerada como una de las composiciones de referencia en la trayectoria de Streisand.

## Orígenes
"People" fue una de las primeras composiciones realizadas para Funny Girl, musical basado en la vida de la actriz y comediante Fanny Brice, con especial atención a su tormentosa relación con Nicky Armstein. 
Jule Styne y Bob Merrill fueron contratados para realizar las canciones de la obra, reuniéndose por primera vez en 1962 en Palm Beach (Florida). De día componían canciones que probaban por la noche ante los círculos sociales de zona en distintas fiestas. 
El desarrollo del personaje de Fanny Brice necesitaba de una canción romántica que reflejase sus sentimientos hacia Armstein. "People" se compuso en apenas 30 minutos por mera casualidad y estuvo a punto de no ser incluida en la lista final de las canciones del musical ante el rechazo de los productores. Merrill defendió a ultranza la composición y finalmente se realizó una prueba con Streisand durante una de las representaciones. La canción gustó tanto que, desde ese mismo momento, pasó a la historia. 
La versión en single fue lanzada en enero de 1964 y llegó al quinto número de la lista Billboard, convirtiéndose así en la primera canción de la artista en entrar en el top 40. 